# Felip III de Castella
Felip III de Castella, II d'Aragó i Portugal i V de Navarra, dit el Pietós (Madrid, Regne de Castella, 14 d'abril de 1578 - L'Escorial, 31 de març de 1621), fou monarca d'Espanya (1598 - 1621), rei de Castella i Lleó, Aragó, rei de València, Portugal, Sicília, Nàpols, Sardenya, duc de Borgonya i comte de Barcelona; príncep d'Astúries (1578 - 1598) va ser el tercer rei de la Dinastia dels Àustries a les Espanyes.

## Orígens
Nasqué el 1578 a la Cort reial de Madrid, va ser el quart fill del rei Felip II de Castella i la seva quarta dona, Anna d'Àustria i d'Habsburg. Era net per línia paterna de l'emperador Carles I de Castella i de la princesa Isabel de Portugal, i per línia materna de l'emperador Maximilià II, emperador romanogermànic i de la infanta Maria d'Espanya

## Ascens a la corona
En néixer fou nomenat príncep d'Astúries, títol reservat a l'hereu de la Corona, i que havia ostentat el seu germà Dídac d'Habsburg fins a la seva mort el 1582.
El 1598 a la mort del seu pare rebé tots els seus títols, exceptuant els referents als territoris de Flandes i els Països Baixos, els quals rebé la seva germana Isabel Clara Eugènia d'Habsburg.

## Política interna

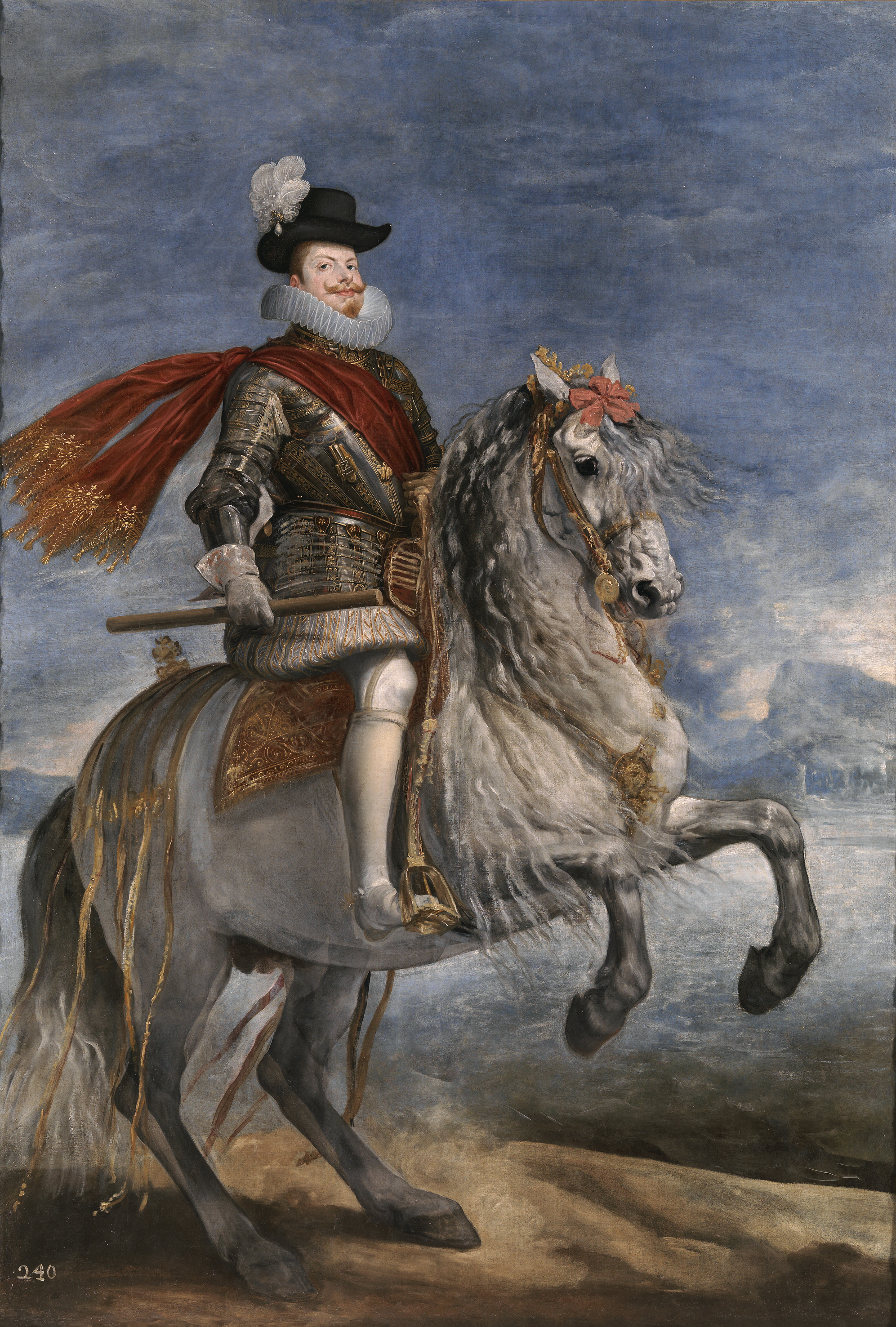
Felipe III a caballo, pintat per Diego Velázquez (1635)

Mancat d'un autèntic programa de govern, va delegar la política del país en el duc de Lerma, la política del qual es va dirigir al manteniment de la pau internacional, expulsió dels moriscos i el seu desig d'enriquiment personal.
Al llarg del regnat es van succeir les reformes institucionals per a solucionar els problemes de corrupció i inoperància que afligien l'administració de la monarquia: a part dels canvis introduïts en el tradicional sistema de concejos (consells), es va estendre cada vegada més el recurs a les juntas (juntes), òrgans destinats a minvar el poder d'aquells en favor d'un govern més àgil i coherent, però que no van produir el resultat desitjat.
Els problemes financers, que s'arrossegaven des del regnat anterior, van fer al rei depenent de les Corts de Castella, que va haver de reunir amb més freqüència que els seus antecessors perquè li atorguessin els recursos imprescindibles per a mantenir l'acció exterior de la monarquia.

### Expulsió dels moriscos

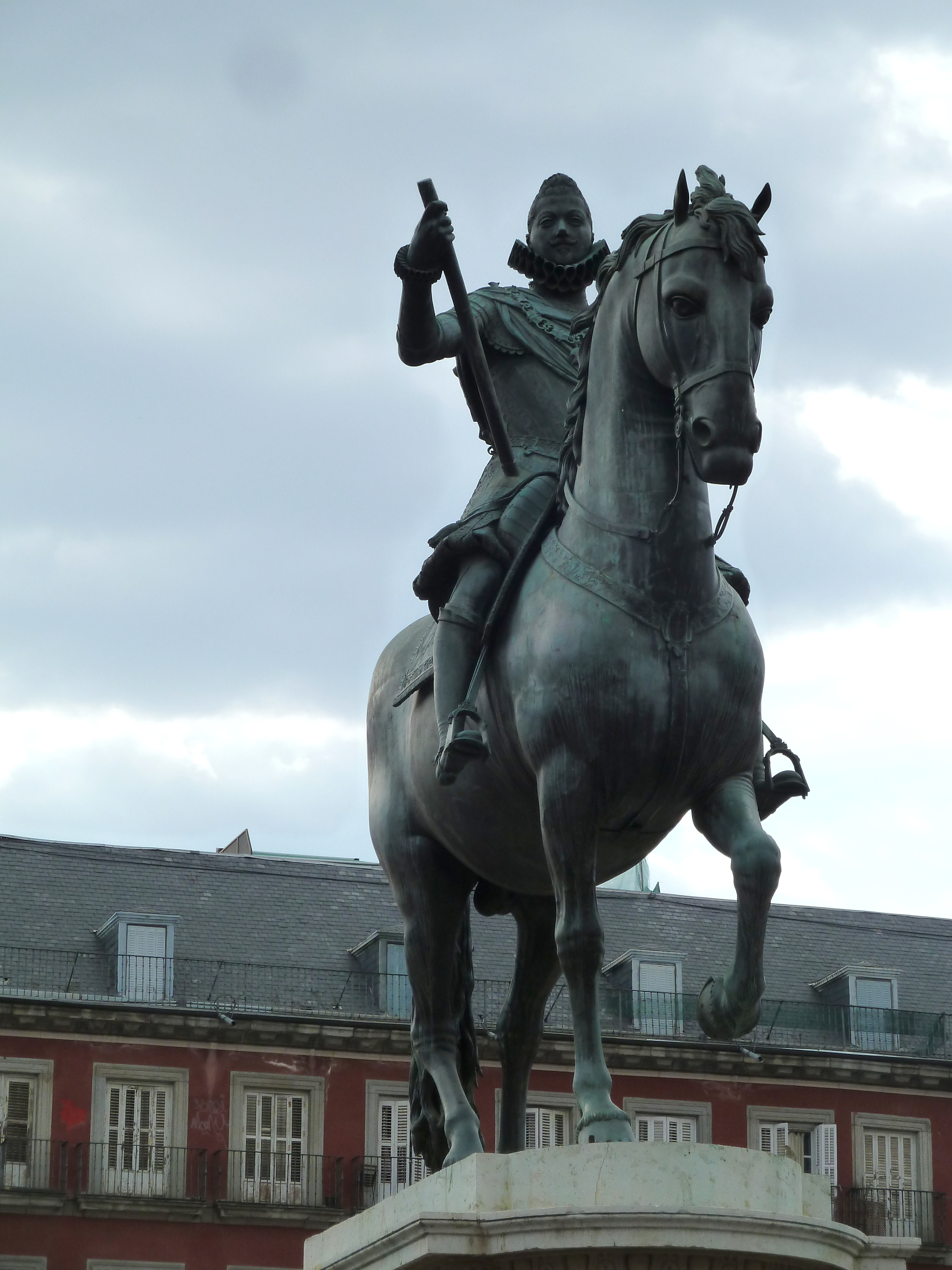
Estàtua del rei Felip III de Castella situada a Plaça Major de la ciutat de Madrid

El 1609 es va decretar l'expulsió dels moriscos dels regnes hispans pels següents motius:
- L'actitud de cristians poc convençuts, en un estat defensor del catolicisme.
- La seva possible aliança amb els otomans i els pirates berberiscos que atacaven constantment les costes de Llevant.
- La seva impopularitat entre la població.
- La necessitat de l'Estat del control de les seves riqueses i valors.

Entre 1609-1610 es va portar a terme la seva sortida de la península Ibèrica. Per a aquesta operació van ser mobilitzats 30.000 soldats i l'Armada va ser l'encarregada del seu transport fins a Tunis o el Marroc. Aproximadament foren expulsats uns 300.000 moriscos.
Aquesta mesura va afectar considerablement el Regne de València, així com zones d'Aragó i les hortes del Regne de Múrcia. La pèrdua de mà d'obra i de propietaris que paguessin rendes en aquestes zones van disminuir considerablement. Els cultius de sucre i arròs van haver de ser substituïts per la morera, la vinya i el blat.
Al drama humà de milers de persones obligades a abandonar les seves cases, se li va sumar la persecució soferta més tard al Marroc. A més de la pèrdua de molts súbdits, la varietat cultural, aconseguida abans del regnat dels Reis Catòlics, va desaparèixer durant segles.

### Destitució del duc de Lerma
El 1618 la corrupció va arribar a nivells intolerables a la Cort reial de Madrid. El rei va destituir el duc de Lerma i va nomenar com a successor el fill d'aquest, el duc d'Uceda.

### Països Baixos

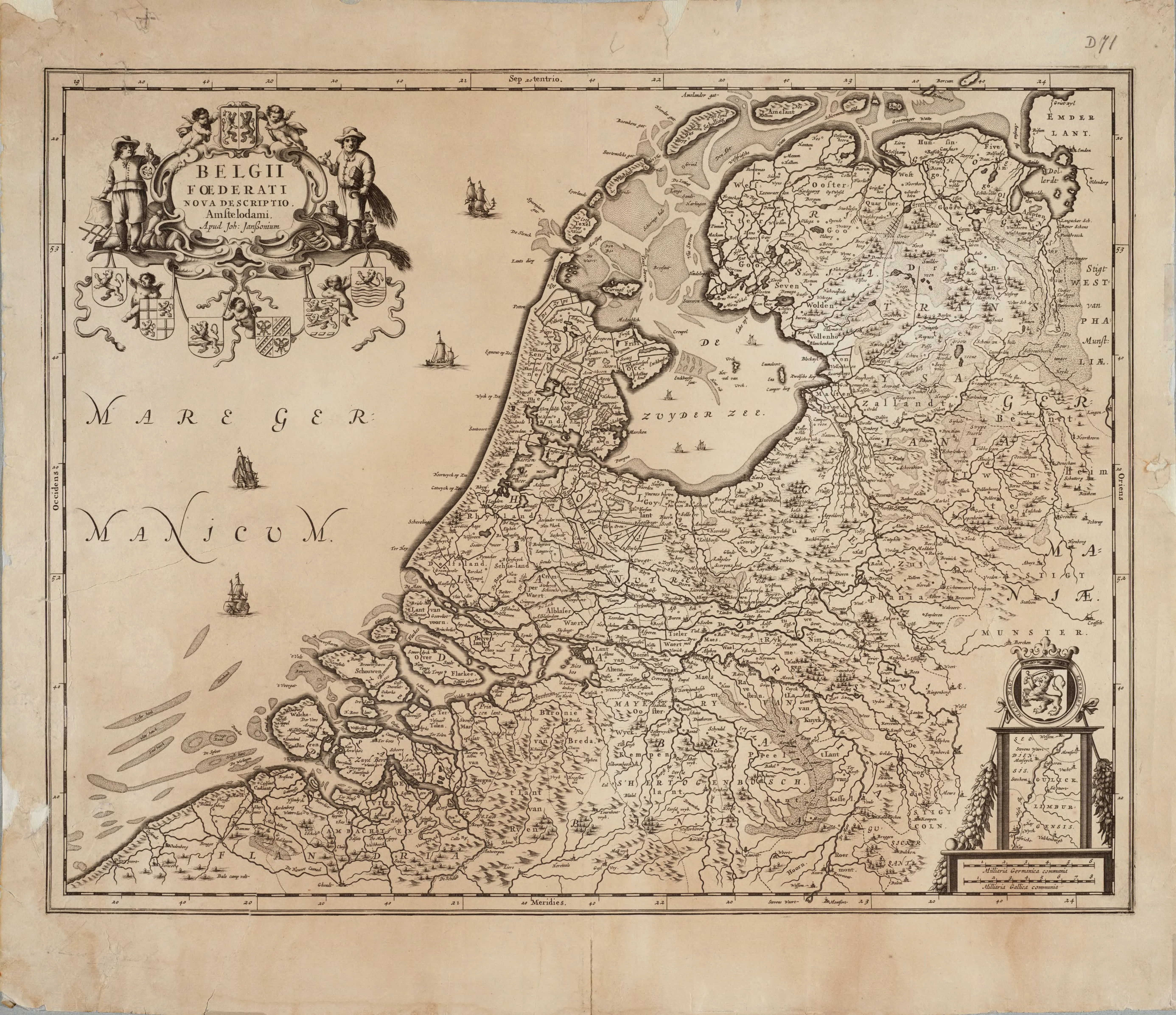
Mapa de les Set Províncies Unides, 1658

Felip II havia llegat aquests territoris a la seva filla Isabel Clara Eugènia d'Habsburg i al seu marit, l'arxiduc Albert VII d'Àustria, amb la condició que al morir sense hereus, aquests territoris tornarien a formar part de la Corona hispana. Amb el tractat d'Oñate, Ferran d'Habsburg va obtenir el suport des Habsburg espanyols en la successió del seu cosí Maties I, que no tenia fills, a canvi de la cessió de Finale Ligure i del Principat de Piombino, ja ocupats per Espanya, i de la cessió dels drets austríacs a Ortenau i Alsàcia.
La Lliga Catòlica, l'aliança entre els Habsburg alemanys i els Habsburg hispànics, va provocar l'aliança de tots els seus potencials enemics i rivals a Europa, esclatant finalment en 1618 la Guerra dels Trenta Anys, en la que l'emperador Ferran va demanar ajuda al seu cosí Felip III de Castella per poder plantar cara a la rebel·lió dels protestants a Bohèmia, que tenien el suport de l'Electorat del Palatinat, que encapçalava al seu torn els prínceps alemanys de la Unió Protestant. Amb la Guerra dels Vuitanta Anys suspesa amb la Treva dels Dotze Anys, els Terços de Ambrosi Spinola envaïren el Baix Palatinat des de Flandes, mentre la Lliga Catòlica obria fronts a Lusàcia i al sud de Bohèmia intentant obrir-se camí cap a Praga. En la batalla de la Muntanya Blanca, el novembre de 1620, les tropes imperials van obtenir una ràpida victòria sobre l'exèrcit del rei de Bohèmia, que va fugir davant l'atac enemic. Mentre l'emperador Ferran estava ocupat amb la invasió danesa, les Províncies Unides van passar a l'ofensiva gràcies al tractat de subvencions de 1624 pel que va rebre el suport financer de França i el tractat de Southampton de 1625, que va fer entrar al Regne Unit en la guerra amb Espanya. Frederic Enric d'Orange-Nassau i el seu cosí Ernst Casimir, que havia succeït el seu germà difunt Willem Lodewijk el 1620, van decidir el 1626 conquerir Oldenzaal perquè Twente ja no pogués ser cremat, i en 1627 va conquerir Groenlo, i com Espanya no va poder fer front a les seves obligacions de pagament va fer fallida.

### Portugal
Felip III de Castella fou conegut a Portugal amb el nom d'O Pio o O Pious, l'any 1603 es va publicar a Portugal la publicació de les Ordenações Filipinas que anaven reformaven les Ordenações Afonsinas i Ordenações Manuelinas. Va emprendre un viatge a Portugal l'any 1619, sent rebut amb entusiasme, ajuntaments i corporacions van gastar grans quantitats en recepció. Se li va proposar fer de Lisboa la capital de la monarquia espanyola; nobles i jurisconsults es queixaven de no rebre favors ni ser empleats en jutjats, ambaixades o universitats espanyoles. Després de mesos a Lisboa, Felip va marxar a l'octubre, deixant el país insatisfet, sobretot després de la reelecció de Diogo da Silva e Mendonça com a virrei. El seu fill, el futur Felip IV, va ser jurat hereu legítim pels portuguesos. A la resta dels antics dominis de Portugal, els holandesos havien intentat prendre les Moluques, Malaca i Moçambic, sent derrotats per André Furtado de Mendonça i Estêvão de Ataíde. En sortir de Portugal el 1619, va caure greument malalt a Covarrubias, i no es va recuperar mai, morint en un any. Durant 53 dies va estar postrat al llit, cobert de nafres i abscessos. Va morir als 42 anys a causa d'un tromboembolisme pulmonar a causa d'una immobilització prolongada.

### Guerra d'Arauco
La igualtat de forces entre les províncies rebels del nord, luterans, i els territoris meridionals, catòlics i aliats de la monarquia, l'esgotament després de la guerra i els bons oficis dels nous governants van conduir a la signatura l'any 1609 de la Treva dels Dotze Anys amb les Províncies Unides, coneguda amb el nom de Pax hispanica. Aquesta va suposar la independència de fet per als holandesos i va permetre l'inici de la seva expansió pel Carib i les Índies Orientals.
Després de molts èxits inicials espanyols en la penetració del territori maputxe, la batalla de Curalaba el 1598 i la següent destrucció de les Set Ciutats van marcar un punt d'inflexió en la guerra d'Arauco que va portar a l'establiment d'una frontera clara entre els dominis espanyols i la terra dels maputxes independents. Des del segle XVII fins a finals del XVIII es van celebrar una sèrie de parlaments entre governadors reials i lonkos maputxes i la guerra va passar a un saqueig esporàdic per ambdós bàndols.

## Política exterior

### Anglaterra
Amb l'arribada al tron de Jaume I d'Anglaterra, aquest es va convertir en un sòlid aliat per al rei castellà. L'agost de 1604 es va signar la Pau de Londres, mitjançant el qual les relacions comercials i diplomàtiques entre ambdós països millorarien.

### França
Amb la mort d'Enric IV de França, partidari de la guerra contra la monarquia hispànica, es va produir una època d'inestabilitat en el regne francès. La reina Maria de Mèdici (regent de França) va demanar ajuda al rei castellà en la lluita contra els hugonots. Així la pau amb el Regne de França, que Felip II de Castella havia concertat en els seus últims anys de vida, Pau de Vervins de 1598, va quedar consolidada l'any 1615, mitjançant sengles matrimonis del rei francès amb una infanta castellana i del príncep hereu, el futur Felip IV de Castella amb Isabel de França.

### Itàlia
El duc d'Osuna, virrei del Regne de Nàpols, i el marquès de Villafranca, governador de Milà, van dirigir la política de la monarquia hispànica a Itàlia, que va trobar la resistència del regne de Savoia i la República de Venècia. Per a assegurar la connexió entre el Milanesat i els Països Baixos es va obrir una nova ruta a través de Suïssa i el 1618 es va produir la Conjuració de Venècia, en la qual les autoritats van emprendre una persecució contra agents pro-hispans.

## Família
Va contraure matrimoni amb Margarida d'Àustria, filla de l'arxiduc Carles II d'Estíria i de Maria de Baviera. El matrimoni se celebrà per poders a Ferrara el 13 de novembre de 1598, ratificat el 18 d'abril de 1599 a la catedral de València. Van tenir vuit fills:
- Anna (Valladolid, 1601 - Palau del Louvre, 1666)
- Maria (Valladolid, 1603)
- Felip (Valladolid, 1605 - Madrid, 1665)
- Maria Anna (L'Escorial, 1606 - Linz, 1646)
- Carles (Madrid, 1607 - 1632)
- Ferran (L'Escorial, 1609 - Brussel·les, 1641)
- Margarida (Lerma, 1610 - Madrid, 1617)
- Alfons (L'Escorial, 1611 - 1612)

## Mort i successió
Felip III morí de forma prematura, per unes febres que va agafar durant un viatge a Portugal el 1621 a l'Escorial, i va ser enterrat al panteó reial del Monestir de l'Escorial. Fou succeït pel seu fill Felip IV.
Carlos Fisas, en el seu llibre "Historias de las reinas de España" explica una altra versió de com va morir el monarca: 
“(…) dice que Felipe III estaba gravemente sentado frente a una chimenea en la que se quemaba una gran cantidad de leña, tanta que el monarca estaba a punto de ahogar-se de calor. Su majestad no se permitía levantarse para llamar a nadie, puesto que la etiqueta se lo impedía. Los gentilhombres que guardia se habían alejado y ningún criado osaba entrar en la habitación. Por fin apareció el marqués de Polar, al cual el rey le pidió que apagase o disminuyese el fuego, pero éste se excusó con el pretexto de que la etiqueta le prohibía hacerlo, para lo cual se tenía que llamar al duque de Uceda. Como el duque había salido, las llamas continuaban aumentando y el rey, para no disminuir en nada su majestad, tuvo que aguantar el calor cada vez más fuerte, lo que le calentó de tal forma la cabeza que al día siguiente tuvo una erisipela en la cabeza con ardiente fiebre, lo que le produjo la muerte.